# Canis lupus hattai
Canis lupus hattai is een ondersoort van de wolf (Canis lupus) die sinds 1889 is uitgestorven. Samen met Canis lupus hodophilax, uitgestorven sinds 1905, wordt deze ondersoort ook wel Japanse wolf genoemd.
Het voedsel van de wolf bestond voornamelijk uit herten, konijnen en vogels.
Beide soorten vertoonden eilanddwerggroei, wat inhoudt dat door de beperkte ruimte en beschikbaarheid aan voedsel de gemiddelde grootte van de soort afneemt. Canis lupus hattai was echter groter dan Canis lupus hodophilax.
Aan het eind van de 19e eeuw nam de welvaart op het eiland Hokkaido aanzienlijk toe. De lokale regering zag deze wolf als een bedreiging voor de dierenfokkerij, die zij toen stimuleerde. Om deze reden werd er een beloning uitgeloofd voor elk gedood exemplaar. Dit, samen met de afname van het leefgebied, heeft ervoor gezorgd dat deze ondersoort in korte tijd uitstierf.